# Hà Tĩnh
Hà Tĩnh è una città del Vietnam, capoluogo della provincia omonima. Si trova sulla strada nazionale 1, a circa 12 chilometri dalla costa, 340 chilometri a sud della capitale Hanoi e 50 chilometri a nord di Vinh.